# Lumbrineris fragilis
Lumbrineris fragilis é uma poliqueta que habita à beira-mar, enterrado na areia ou na lama . É frequentemente utilizado pelos pescadores como isco, com designações como "tiagem".